# Rui Marques (futebolista)
Manoel Rui Marques, nascido no dia 3 de Setembro de 1977, é um futebolista angolano, que atualmente joga como defensor no Leeds United A.F.C.. Apesar de ter nascido em Angola, Rui Marques mudou-se para Portugal enquanto pequeno.

## Carreira em clubes

### Início da carreira
Marques começou sua carreira na Alemanha, no SSV Ulm na temporada 1999-2000, mas foi levado depois para o Hertha BSC.
Após isso, Marques jogou quatro temporadas pelo VfB Stuttgart. na temporada 2004-2005 foi transferido para o C.S. Marítimo, de Madeira,Portugal. Tendo dificuldades para conseguir uma vaga de titular, foi dispensado pelo Maritimo, depois de uma temporada. Na temporada 2005-2006 transferiu-se o Leeds United através da Lei Bosman.

### No Leeds United
Marques fez uma única aparição usando a camisa do Leeds United na temporada 2005-2006, tendo uma atuação tímida como lateral-direito. Marques não jogou mais então pelo Leeds, e no final de 2005-2006 foi emprestado para o Hull City em um empréstimo de curta duração, que foi cancelado devida a uma contusão.
A temporada 2006-2007 teve novamente Marques não sendo escolhido pelo treinador Kevin Blackwell, e também pelo novo treinador do Leeds, Dennis Wise, que deixou claro que Rui Marques não estava em seus planos e estava liberado para sair do clube, junto com outros jogadores do time. Entretanto, Rui Marques nunca reclamou de seu afastamento do time titular e trabalhou duro para mostrar que era capaz, sendo incluído várias vezes no time reserva, ou até mesmo no banco de reserva as vezes.
O trabalho duro e esforço de Marques foi recompensado quando entrou como titular no jogo contra o Coventry City, no dia 1 de janeiro de 2007, quando teve uma boa performance como zagueiro na vitória por 2 a 1. Isso fez com que tivesse uma boa sequência como titular no time. Marques declarou que preferia se focar na batalha contra o rebaixamento do Leeds do que em assinar um novo contrato. Ele fez grande sucesso com os torcedores. O Leeds foi rebaixado, mas Marques mostrou seu comprometimento com o clube e renovou seu contrato no dia 7 de agosto de 2007. Marques tornou-se um frequente titular e marcou seu primeiro gol no dia 18 de agosto de 2007, nos minutos finais de um vitória de 4 a 1 contra o Southend United. Marques não pode participar de várias partidas no mês de Janeiro de 2008, pois estava a serviço da seleção angolana de futebol na Copa das Nações Africanas.
No seu retorno, Marques foi escolhido como o quarto da lista para capitão, tendo que assumir o posto de capitão enquanto os outros três estavam contundidos no mês de março de 2008. Marques teve uma contusão e foi substituído por Paul Huntington no time titular. Devido a forma fantástica de Huntington, Marques ficou na reserva durante todo resto da temporada, fazendo ocasionais atuações como reserva.
Antes de sair do clube, o técnico Dennis Wise declarou que ofereceria um novo contrato a Marques. Em sua chegada, o novo técnico Gary McAllister ofereceu um novo contrato a Marques, mas a duração sendo um fator principal para Marques. Apesar disso, no dia 20 de maio de 2008 Marques assinou um novo contrato, para as duas próximas temporadas.

## Conquistas

### Clube
VfB Stuttgart
- Copa Intertoto da UEFA : 2002-2003